# Himerin 1
Himerin 1, (CHN1) takođe poznat kao alfa-1-himerin, n-himerin je protein koji je kod ljudi kodiran CHN1 genom.
Himerin 1 je aktivirajući protein GTPaze koji je specifičan za RAC GTP-vezujuće proteine. On je prvenstveno izražen u mozgu i smatra se da učestvuje u prenosu signala. 
Ovaj gen kodira aktivirajući protein GTPaze za p21-rac i forbolni estarski receptor. On učestvuje u procesu nalaženja puta okularnhih motornih aksona.

## Spoljašnje veze
- GeneReviews/NCBI/NIH/UW entry on Duane syndrome
- Chimerin+1 на 